# Ngũ trí
Ngũ trí (zh. 五智, sa. pañca jñānāni, bo. ye shes lnga ཡེ་ཤེས་ལྔ་), là năm loại trí được trình bày theo Mật giáo. Năm trí này miêu tả tất cả những khía cạnh của Tuyệt đối, của Chân như (sa. tathatā) mà con người có thể thực hiện được khi đã chuyển hoá thân tâm. Thân tâm gọi cụ thể ở đây là Ngũ uẩn, năm nhóm với năm cấu uế, phiền não (sa. pañcakleśa) phụ thuộc là tham dục (sa. rāga), sân (sa. dveṣa), Si (sa. moha, hoặc vô minh, sa. avidyā), mạn (sa. māna) và ganh ghét (tật, sa. īrṣyā). Năm trí bao gồm:
1. Pháp giới (thể tính) trí (zh. 法界[體性]智, sa. dhamadhātu-jñāna): trí siêu việt của Pháp giới (sa. dharmadhātu), trí tột cùng. Căn cơ của trí này là Sắc uẩn (sa. rūpaskandha) cùng với Vô minh (sa. avidyā), và thuộc về Thân (sa. kāya) trong ba động cơ tạo nghiệp là Thân, khẩu, ý (sa. citta-vāk-kāya). Trong Mạn-đồ-la thì Pháp giới trí thuộc về Đại Nhật Phật (sa. vairocana), nằm ở trung tâm.
2. Đại viên kính trí (zh. 大圓鏡智, sa. ādarśa-jñāna, bo. me long lta bu`i ye shes མེ་ལོང་ལྟ་བུའི་ཡེ་ཤེས་): trí như một tấm gương lớn, trí giúp người nhìn vạn vật với một tâm thức Vô ngã (sa. anātman), không muốn chiếm đoạt, phân biệt đúng sai, chấp nhận vạn vật với mỗi sắc thể riêng của nó. Trí này được ví như một tấm gương vì một hạt bụi nó cũng không bỏ qua nhưng nếu hạt bụi này bay đi, gương không lưu lại dấu vết gì. Nguồn gốc của trí này là Thức uẩn (sa. vijñānaskandha) cùng với tâm trạng sân hận (sa. dveṣa), thuộc về ý (sa. citta) trong ba cửa tạo nghiệp. Trong Mạn-đồ-la thì trí này thuộc về Phật Bất Động (sa. akṣobhya), nằm ở phương Đông.
3. Bình đẳng tính trí (zh. 平等性智, sa. samatājñāna, bo. mnyam nyid ye shes མཉམ་ཉིད་ཡེ་ཤེས་): trí giúp con người thấy rõ sự bình đẳng giữa mình và chúng sinh. Tinh thần Từ bi (sa. maitrī-karuṇā) của đạo Phật cũng xuất phát từ trí này chứ không phải xuất phát từ ý nghĩ "tội nghiệp, đáng thương" – cách nhìn của một người "trên cơ" nhìn xuống. Người Phật tử phát triển Bồ-đề tâm, phát triển lòng từ bi vì đã nhận ra chính mình trong tất cả hoàn cảnh, tất cả chúng sinh. Nguồn gốc của trí này là Thụ uẩn (sa. vedanāskandha) cùng với tâm trạng Kiêu mạn (sa. māna). Trong Mạn-đồ-la thì trí này thuộc về Phật Bảo Sinh (sa. ratnasambhava), vị trí ở phương Nam.
4. Diệu quan sát trí (zh. 妙觀察智, sa. pratyavekṣaṇa-jñāna, bo. sor rtogs ye shes སོར་རྟོག་ཡེ་ཤེས་): trí giúp người ta biến chuyển khả năng phân biệt, thị phi bằng trí thức bình thường thành trí huệ siêu việt (Bát-nhã), tuỳ cơ ứng biến, làm việc đúng thời điểm và địa điểm, không cần "dụng công." Nguồn gốc của trí này là Tưởng uẩn (sa. saṃjñāskandha) cùng với tâm trạng Tham dục (sa. rāga). Trong Man-đa-la thì trí này thuộc về Phật A-di-đà (sa. amitābha), giáo chủ phương Tây.
5. Thành sở tác trí (sa. 成所作智, sa. kṛtyānuṣṭhāna-jñāna, bo. bya sgrub ye shes བྱ་སྒྲུབ་ཡེ་ཤེས་), cũng được gọi là Thành sự trí (zh. 成事智): trí giúp người hoàn thành tất cả mọi việc mà không tạo Nghiệp (sa. karma), đó là hành động Vô vi, xuất phát từ một tâm đã chứng ngộ được Vô ngã của chính bản thân và các Pháp Hữu vi. Nguồn gốc của trí này là Hành uẩn (sa. saṃskāraskandha) cùng với tâm trạng ganh ghét (Hán dịch là tật 嫉, sa. īrṣyā). Trong Mạn-đồ-la thì trí này thuộc về Phật Bất Không Thành Tựu (sa. amoghasiddhi), giáo chủ phương Bắc.

Cách trình bày như trên thuộc về truyền thống của Kim cương thừa (sa. vajrayāna) Tây Tạng. Truyền thống Mật giáo tại Ấn Độ theo Bí mật tập hội tan-tra (guhyasamāja-tantra) thì có những điểm khác, cụ thể là: Bất Động Như Lai trụ trì ở trung tâm Man-đa-la với những thuộc tính là Thức (sa. vijñāna), Sân (sa. dveṣa), Tâm (trong ba cửa tạo nghiệp) và Pháp giới thể tính trí. Đại Nhật Như Lai trụ trì ở hướng Đông với thuộc tính Sắc trong Ngũ uẩn, Vô minh (sa. avidyā), Thân trong ba cửa và Đại viên kính trí. Trong Duy thức tông (sa. vijñānavādin) hoặc Pháp tướng tông (thuộc Hiển giáo) người ta chỉ phân biệt bốn loại trí, không nhắc đến Pháp giới trí (xem thêm dưới Pháp tướng tông).